# Registro
Registro est une ville brésilienne de l'État de São Paulo.